# John Lawrence Sullivan (politico)
John Lawrence Sullivan (Manchester, 16 giugno 1899 – 8 agosto 1982) è stato un politico statunitense.

## Biografia
Fu il primo segretario della marina statunitense (United States Department of Defense) sotto il presidente degli Stati Uniti d'America Harry S. Truman. Prima di lui la carica aveva un'altra denominazione.
Studiò al Dartmouth College.